# بنيامين فوجت (لاعب كرة قدم)
بنيامين فوجت (بالألمانية: Benjamin Vogt)‏ هو لاعب كرة قدم ليختنشتاني في مركز الوسط، ولد في 28 يونيو 1999.

## وصلات خارجية
- بنجامين فوجت (لاعب كرة قدم) على موقع الاتحاد الدولي (مؤرشف)  (الإنجليزية)
- بنجامين فوجت (لاعب كرة قدم) على موقع الاتحاد الأوربي (الإنجليزية)
- بنجامين فوجت (لاعب كرة قدم) على موقع قاعدة بيانات كرة القدم.إي يو (الإنجليزية)
- بنجامين فوجت (لاعب كرة قدم) على موقع ناشيونال فوتبول تيمز (الإنجليزية)
- بنجامين فوجت (لاعب كرة قدم) على موقع Soccerway.com (الإنجليزية)
- بنجامين فوجت (لاعب كرة قدم) على موقع عالم كرة القدم.نت (الإنجليزية)